# Prêmio FIFA Ferenc Puskás de 2018
O Prémio FIFA Ferenc Puskás de 2018, mais comumente Prêmio Puskás da FIFA de 2018 foi uma premiação na qual foi escolhido o gol mais bonito do ano, realizada em 24 de setembro de 2018, em Londres, Inglaterra. Pela segunda vez nenhum jogador brasileiro está entre os candidatos

## Vencedores
| Pos. | Jogador                | Nacionalidade | Clube/Seleção | Partida                      | Competição                           | Resultado | Data                   | Votos |
| ---- | ---------------------- | ------------- | ------------- | ---------------------------- | ------------------------------------ | --------- | ---------------------- | ----- |
| 1    | Mohamed Salah          | egípcio       | Liverpool     | Liverpool vs. Everton        | Premier League de 2017–18            | 1 – 0     | 10 de dezembro de 2017 |       |
| 2    | Cristiano Ronaldo      | português     | Juventus      | Juventus vs. Real Madrid     | Liga dos Campeões da UEFA de 2017–18 | 2 – 1     | 3 de abril de 2018     |       |
| 3    | Giorgian De Arrascaeta | uruguaio      | Cruzeiro      | Cruzeiro vs. América Mineiro | Campeonato Mineiro                   | 1 – 1     | 4 de fevereiro de 2018 |       |

## Finalistas
| Jogador(a)                 | Time/Seleção   | Nacionalidade | Competição                           | Site  |
| -------------------------- | -------------- | ------------- | ------------------------------------ | ----- |
| Mohamed Salah              | Liverpool      | egípcio       | Premier League de 2017–18            | Vídeo |
| Giorgian De Arrascaeta     | Cruzeiro       | uruguaio      | Campeonato Mineiro                   | Vídeo |
| Gareth Bale                | Real Madrid    | galês         | Liga dos Campeões da UEFA de 2017–18 | Vídeo |
| Riley McGree               | Newcastle Jets | australiano   | 2017–18 A-League                     | Vídeo |
| Lazaros Christodoulopoulos | AEK Atenas     | grego         | 2017–18 Superleague Greece           | Vídeo |
| Denis Cheryshev            | Rússia         | russo         | Copa do Mundo FIFA de 2018           | Vídeo |
| Lionel Messi               | Argentina      | argentino     | Copa do Mundo FIFA de 2018           | Vídeo |
| Benjamin Pavard            | França         | francês       | Copa do Mundo FIFA de 2018           | Vídeo |
| Cristiano Ronaldo          | Juventus       | português     | Liga dos Campeões da UEFA de 2017–18 | Vídeo |
| Ricardo Quaresma           | Portugal       | português     | Copa do Mundo FIFA de 2018           | Vídeo |